# ふくしまスカイパーク
ふくしまスカイパーク（英: Fukushima Sky Park）は、福島県福島市大笹生にある農道離着陸場。福島県や福島市が国の補助を得て県有地に建設し、1998年（平成10年）4月に開場した。正式名称は「福島市農道離着陸場」。別称は「福島飯坂飛行場」。

## 概要

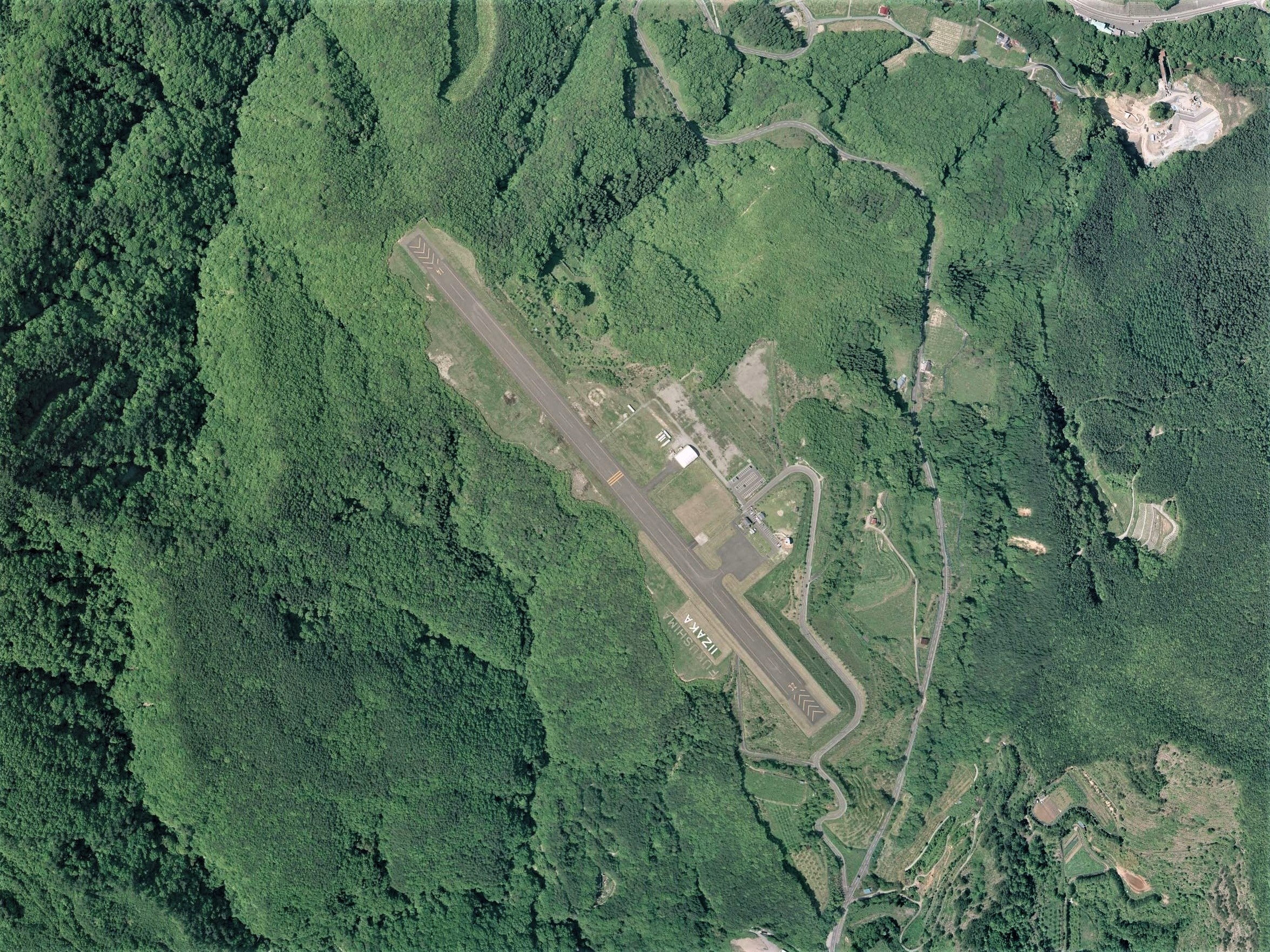
ふくしまスカイパークの空中写真。
2007年5月21日撮影の2枚を合成作成。

当初は農道離着陸場の本来の目的である農産物の輸送用として計画された。開設の順番は8番目。国内最後の農道離着陸場となった。開場当時は福島県北部の市町やJAなどが農産物空輸促進協議会を結成して、この地方特産のモモ、ナシ、キュウリなどを軽飛行機で首都圏（ホンダエアポート・調布飛行場・竜ヶ崎飛行場）に移送していた。しかし、首都圏まで200 km程度であるため、輸送時間はトラックを利用した場合と1時間程度しか差がないうえに運賃は約3倍かかることから利用されなくなり、他の農道離着陸場と同様、計画の甘さが問題となった。そして、2006年（平成18年）には農産物空輸促進協議会が解散した。
福島市中心部から北西に約10 km程離れた場所に位置するため人口密集地から離れており、もともと定期路線もないため、スカイスポーツ用の飛行場として利用されることが多く、特に国内では練習場所の確保が難しい曲技飛行の拠点となっており、全日本曲技飛行競技会も開かれている。
2002年からは曲技飛行士の室屋義秀が拠点としており、レッドブル・エアレース・ワールドシリーズに備えた練習飛行や機体の調整を行っている。また室屋をスポンサードするブライトリングの顧客向けイベントなどが開催される。
上記以外には、福島の警察や消防によるヘリコプターの訓練、ラジコン飛行機のイベント、オートバイのドラッグレースに使われている。
2015年には、自動車部品メーカーの「サード」が軽飛行機の研究開発拠点にすると発表した。
2016年には、日本体育大学が開設を予定しているパイロット養成講座の国内拠点とすると発表した。また冬期（12月から翌年3月まで）は閉鎖されていたがサードが開発拠点にしていることも考慮し、冬期も開場する方向で調整している。
2023年2月にイービーエム株式会社が命名権を獲得し、同年4月1日から施設名称がEBM航空公園（EBM Aviation Park）となった。しかしながら、これと前後して指定管理者となっていたNPO法人が2015年度に見学者向けの展望スペースとして増築した機体展示場の2階部分が消防法および建築基準法に違反していることが判明し、増築部分を撤去させたうえで指定を打ち切り、2024年度以降は市が直接運営することとなった。これに伴い、当初は5年間としていた命名権契約が同年10月18日で途中解除された。

## 管理
2003年（平成15年）には福島県から福島市に施設が委譲され、2006年（平成18年）4月から2024年3月まで、施設の管理が市から特定非営利活動法人ふくしま飛行協会へ委託された。

## 飛行場概要
- 開場：1998年（平成10年）4月27日
- 正式名称：福島市農道離着陸場
- 所在地：福島県福島市大笹生（北緯37度49分23秒/東経140度23分15秒）
- 管理者：福島市
- 運用時間：08:30 - 17:00（ただし、12月29日から3月31日までは冬季閉場）
- 誘導路：9×37.5 m
- エプロン：200 m2 6パース
- 交信：ふくしまフライトサービス VHF130.675 MHz
- 付帯施設：駐車場・管理棟・航空公園・WingCafe（飲食）

## 主なイベント
- 08月：東日本大震災復興チャリティーイベント「スマイリー」
- 10月：全日本曲技飛行競技会
- 10月：国際スカイスポーツフェスティバル りんご祭り
- 10月：La Festa Mille Miglia（2011 - 17年を除く[9][10]）
- 10月：JD-Sterドラッグレース

## ギャラリー

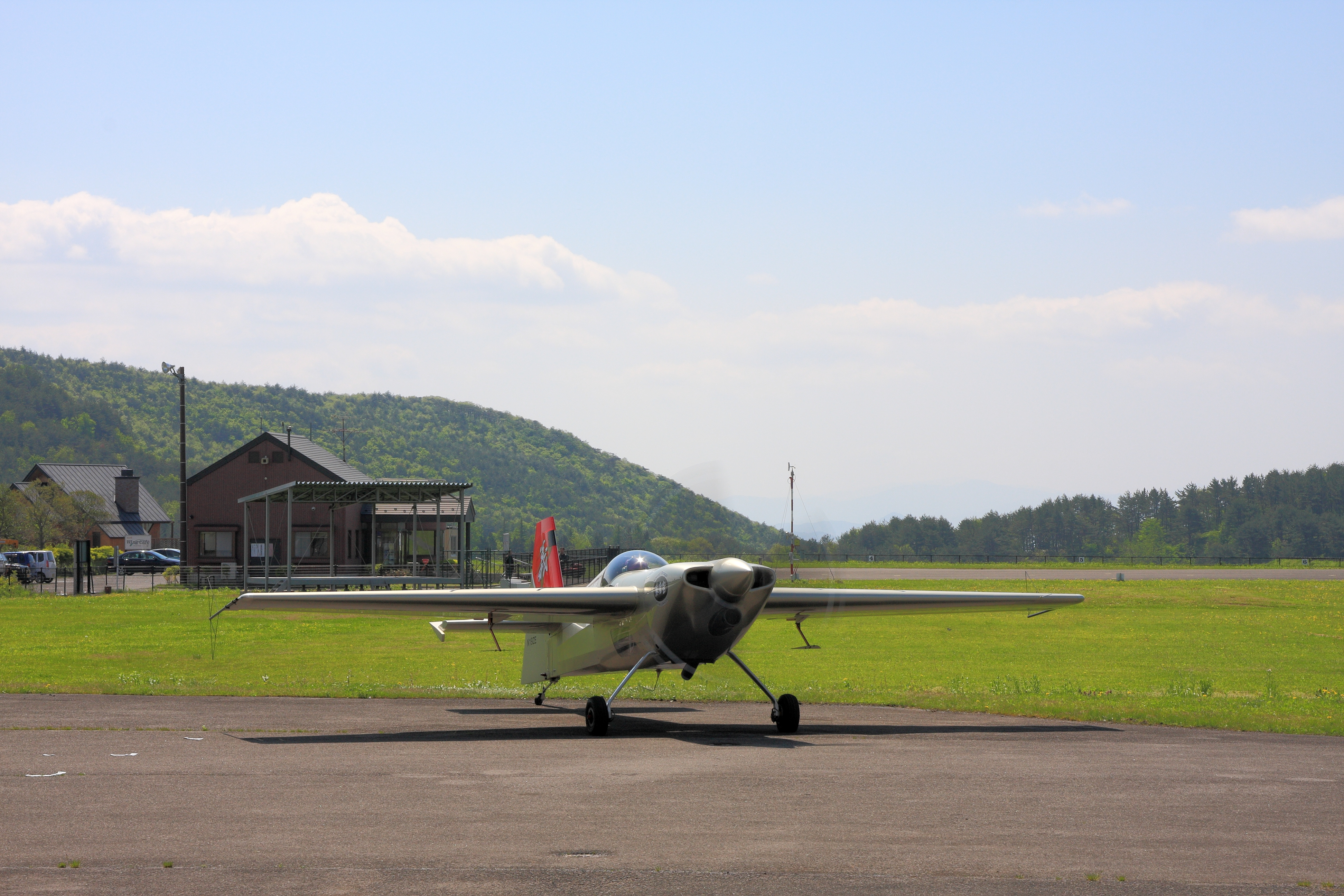
左手手前側の建物が管理棟。飛行機は室屋義秀のジブコ エッジ540
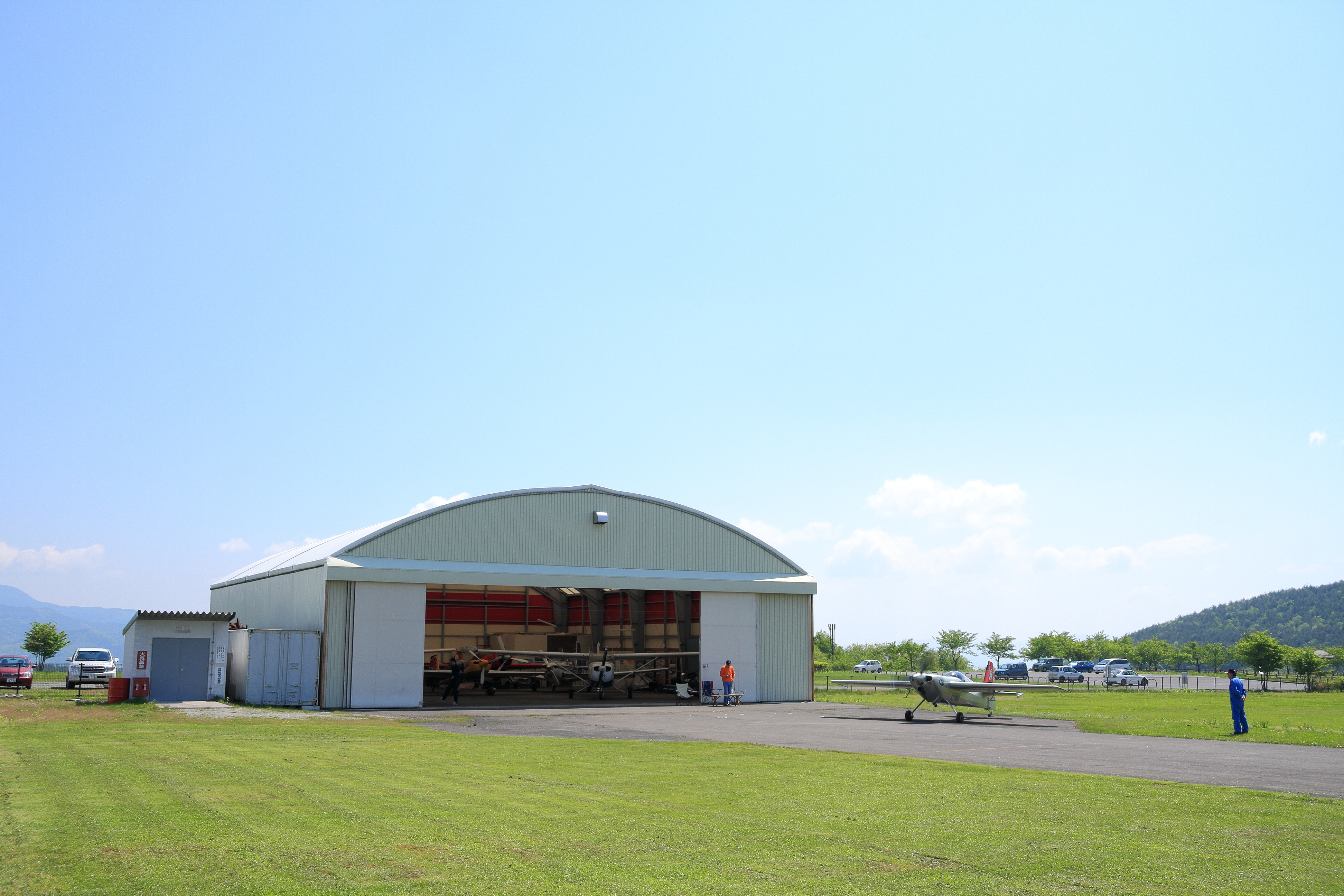
機体展示場
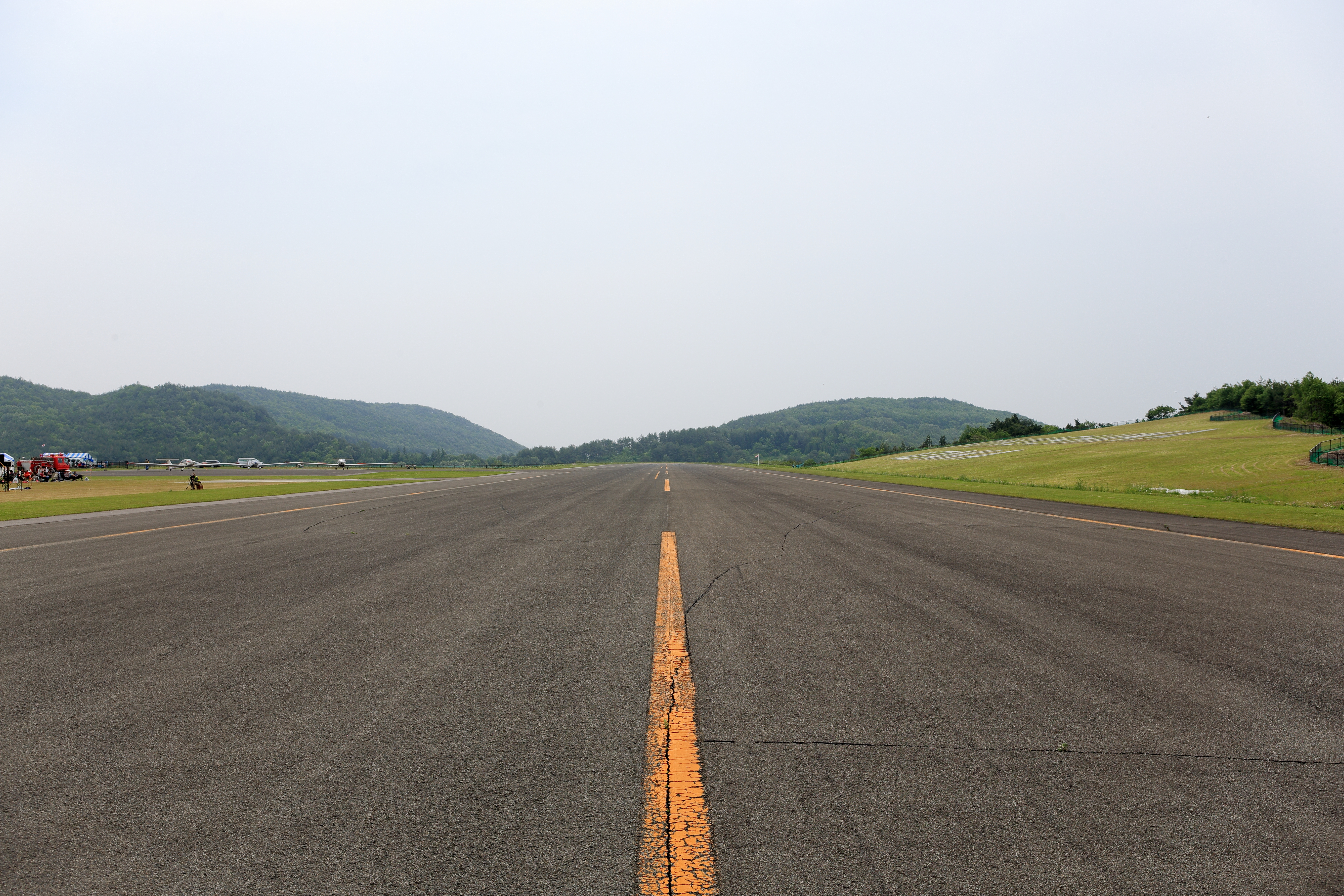
滑走路。舗装面の亀裂は、東日本大震災の影響で発生したもの
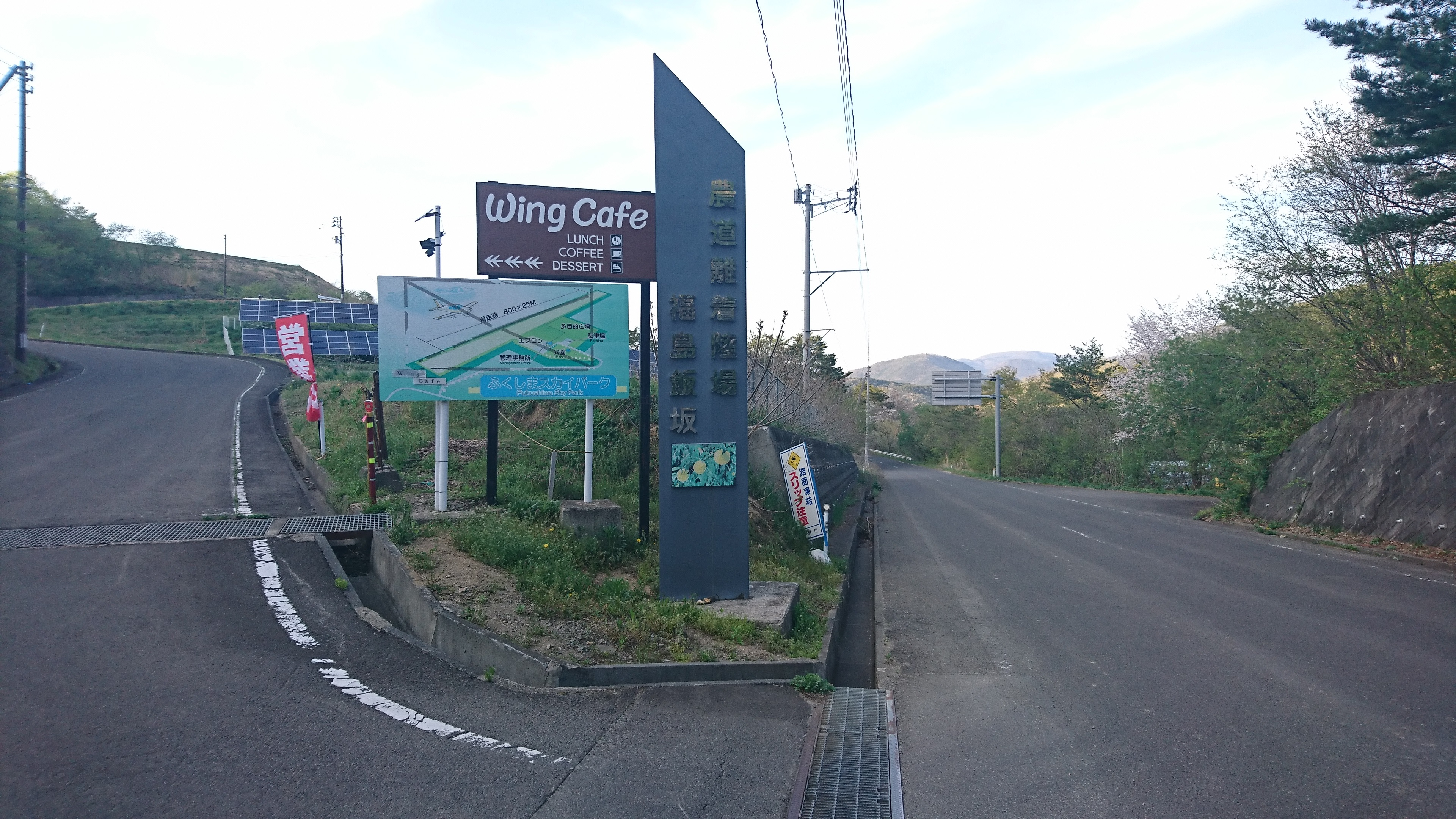
農道離着陸場福島飯坂立て看板
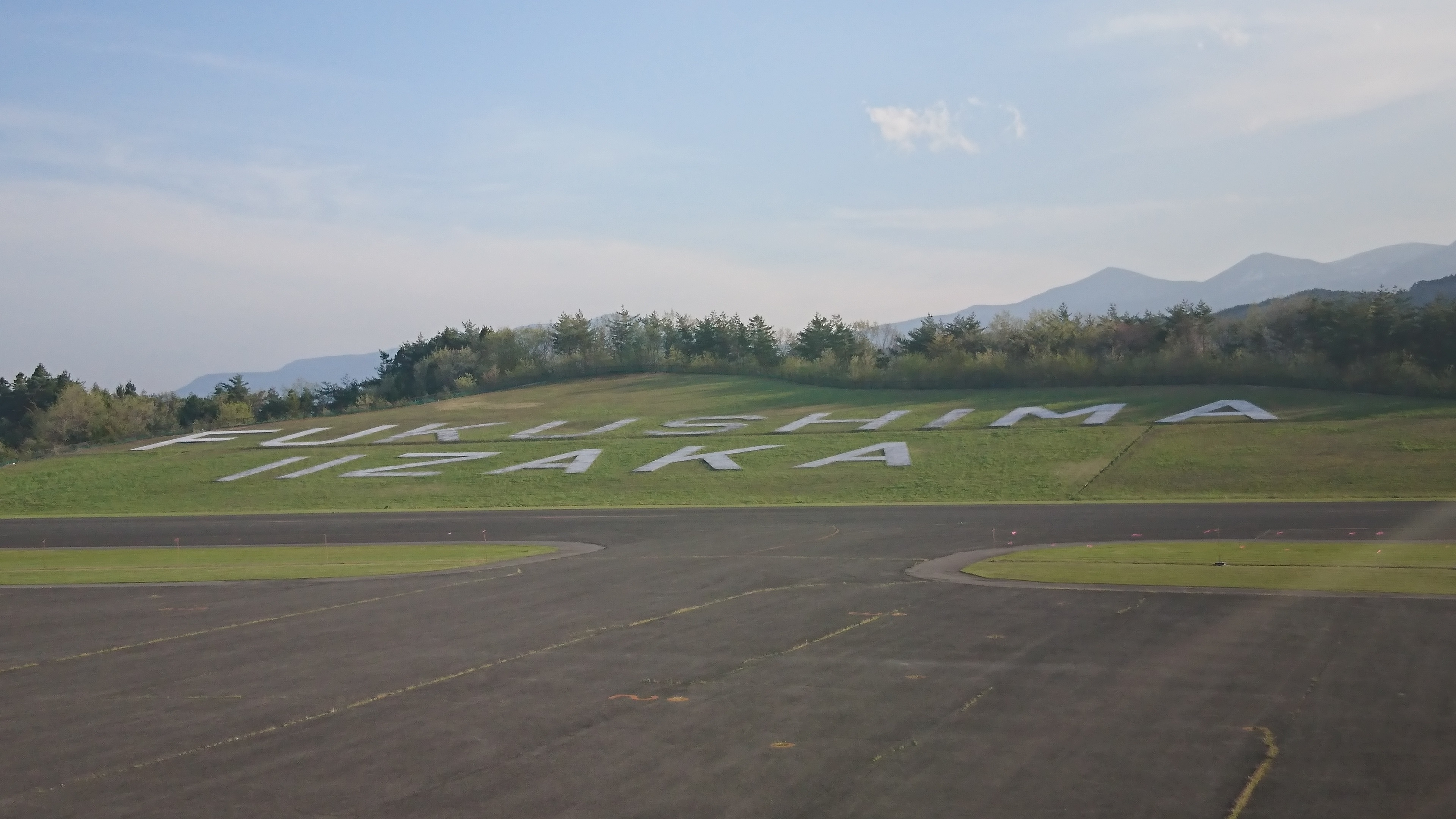
滑走路遠景
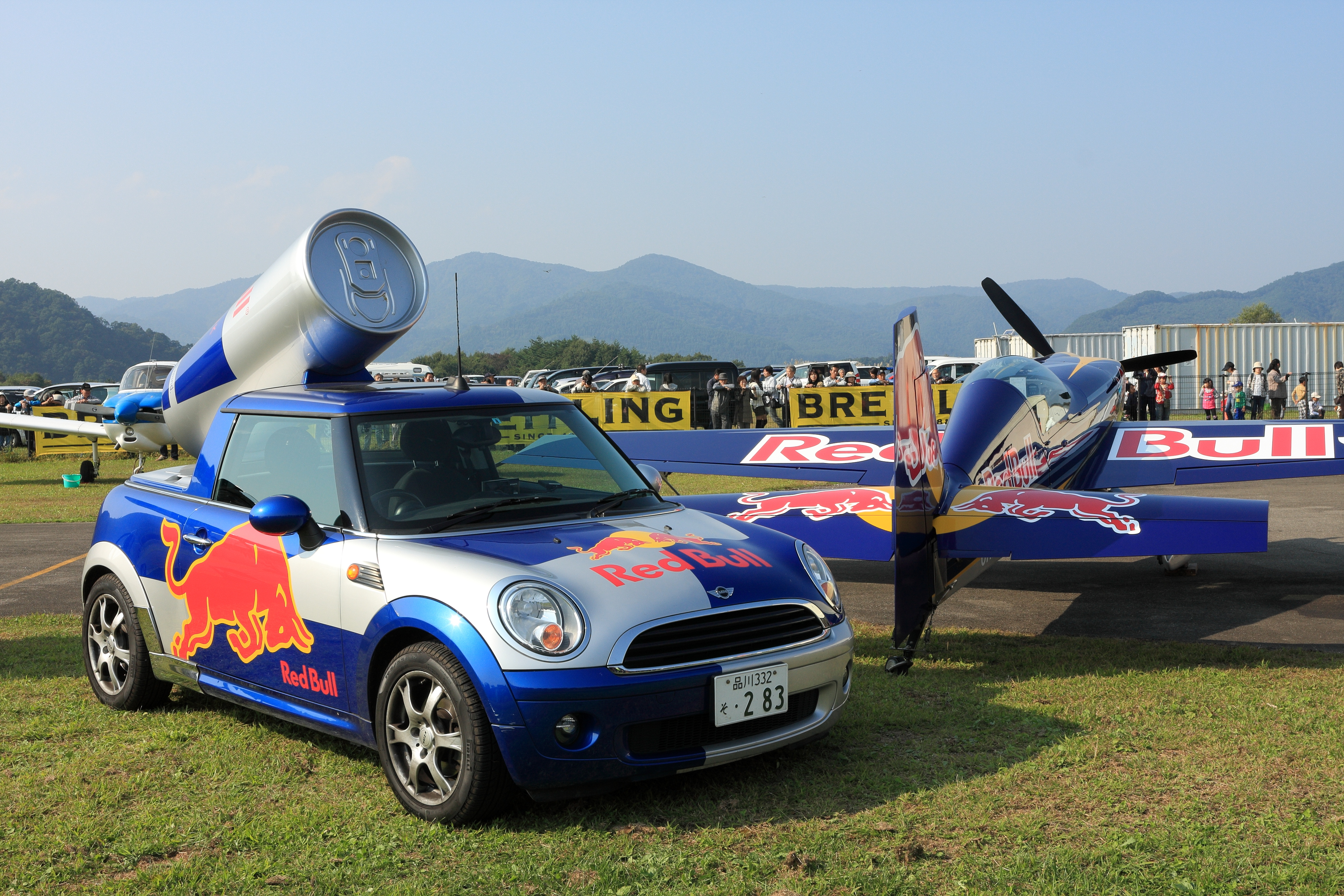
展示されたエクストラ300Sとレッドブルミニ
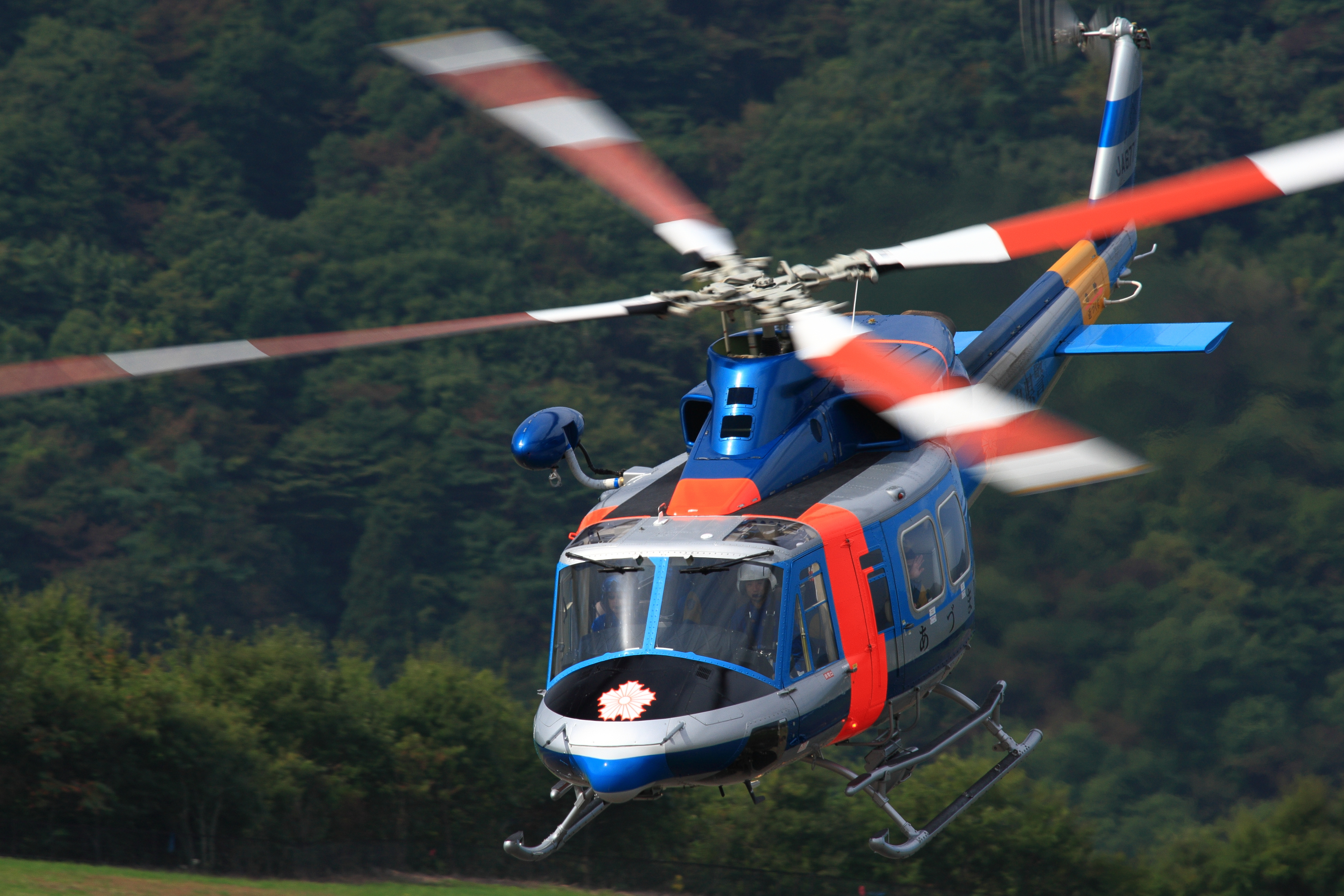
福島県警察航空隊による飛行展示
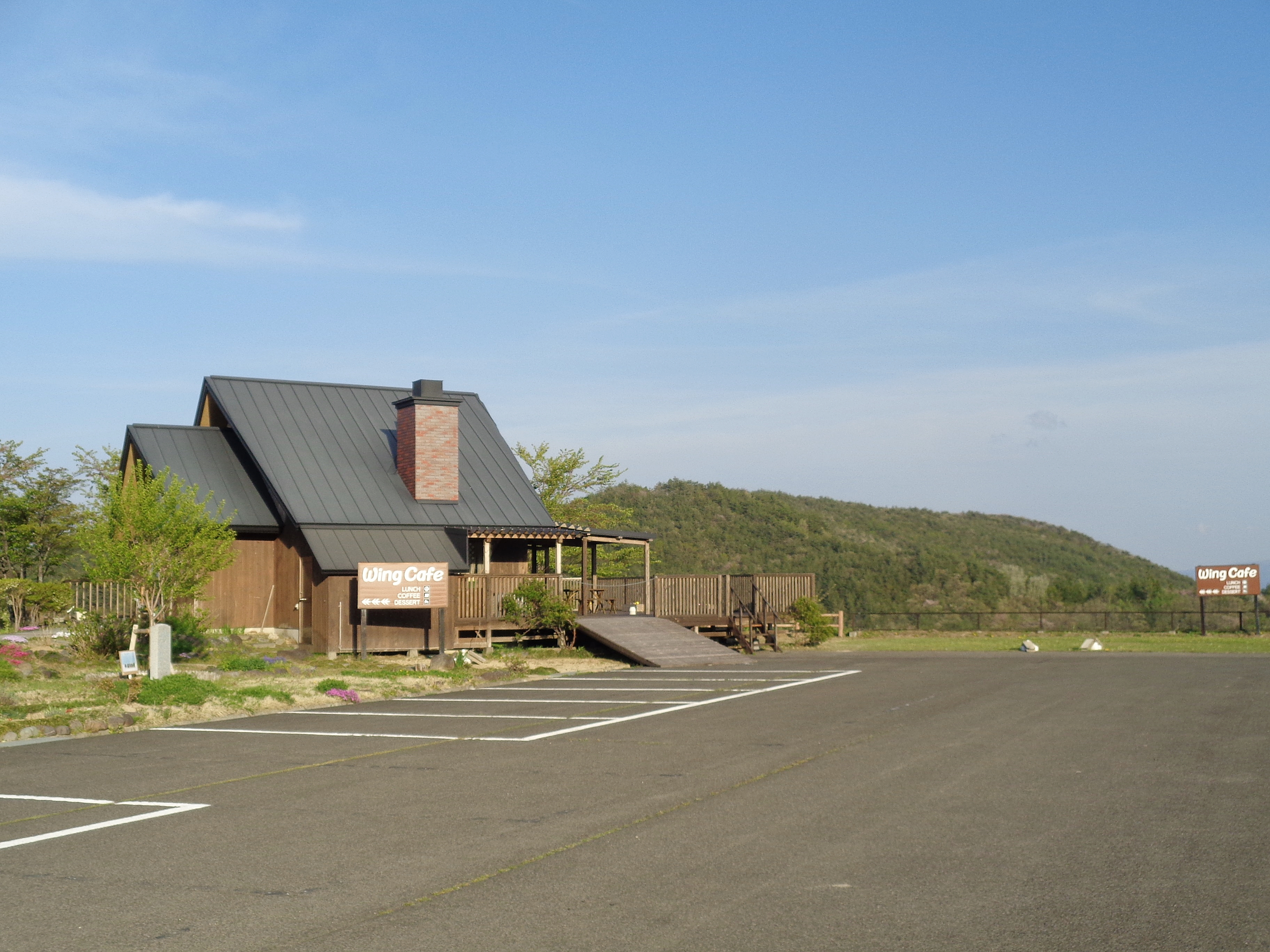
場内施設にある喫茶店「WingCafe」